# 埔前站
埔前站位于广东省河源市源城区埔前镇，是京九铁路的一座火车站，等级为四等站，距北京西站2202公里，距常平站113公里，本站及相邻上下行区间目前已电气化。车站建于1990年，现只办理货运，不办理客运业务。